# Finala Ligii Campionilor 2011
Finala Ligii Campionilor 2011 a fost ultimul meci al Ligii Campionilor UEFA 2010-11 din cel de-al 56-lea sezon al turneului fotbalistic Liga Campionilor UEFA și cel de-al 19-lea din era Liga Campionilor. Meciul s-a jucat pe 28 mai 2011 (sâmbăta) pe Stadionul Wembley în Londra, Anglia, care a găzduit prima lui finală de cupă europeană (deși alte cinci au fost găzduite de vechiul Stadion Wembley în 1963, 1968, 1971, 1978 și 1992).
Meciul s-a jucat între Barcelona din Spania și Manchester United pentru a doua oară în trei ani după finala din 2009. Barcelona i-a învins pe rivalii de la Real Madrid cu 3-1 la general în semifinale pentru a trece mai departe, în timp ce Manchester United i-a învins pe cei de la Schalke 04 cu 6-1 la general.
Câștigătorii vor juca împotriva câștigătorilor Finalei UEFA Europa League 2011 în Supercupa Europei 2011 în Monaco în august 2011 și de asemenea va intra în semifinalele Campionatului Mondial al Cluburilor FIFA 2011. 
Barcelona a câștigat meciul 3 (marcate de Pedro, Messi și Villa respectiv) la 1 (marcat de Rooney), câștigând al patrulea trofeu UEFA Champions League.

## Context
Vechiul stadion Wembley a găzduit cinci finale ale Cupei Europene înainte de 2011. Finalele din 1968 și 1978 au fost câștigate amândouă de cluburi bitanice: Manchester United învingând Benfica cu 4-1 în 1968 și Liverpool învingând Club Brugge cu 1-0 în 1978. Benfica a pierdut de asemenea finala din 1963 fiind învinsă de Milan cu 2-1, în timp ce Ajax a câștigat primul dintre cele trei trofee consecutive ale Cupei Campionilor pe Wembley în 1971, învingând Panathinaikos cu 2–0. În finala din 1992, clubul spaniol FC Barcelona a învins clubul italian Sampdoria cu 1-0 în ultimul meci care a avut în formatul Cupa Campionilor Europeni următorul an trecându-se la formatul Liga Campionilor.
Prima oară deschis pentru British Empire Exhibition în 1923, stadonul a fost inițial cunoscut ca Empire Stadium. În acel an a găzduit prima Finală FA Cup, când aproape 200.000 de spectatori au încercat să vadă meciul dintre Bolton Wanderers și West Ham United. Wembley a fost gazda la toate meciurile pe care le-a disputat Anglia la Campionatul Mondial de Fotbal 1966, inclusiv și finala acelui turneu pe care Anglia a câștigat o învingând Germania de Vest cu 4-2. Tot aici s-a jucat și finala Campionatului European de Fotbal 1996. Vechiul stadion a fost închis în 2000 și demolat trei ani mai târziu, pentru a fi înlocuit de un nou stadion de 90.000 de locuri, care a fost deschis în 2007.

## Drumul spre Londra
Pentru mai multe detalii despre acest subiect, vedeți Liga Campionilor 2010-2011.
| Echipa        | MJ | V | E | Î | GM | GP | DG  | Pct |
| ------------- | -- | - | - | - | -- | -- | --- | --- |
| Barcelona     | 6  | 4 | 2 | 0 | 14 | 3  | +11 | 14  |
| Copenhaga     | 6  | 3 | 1 | 2 | 7  | 5  | +2  | 10  |
| Rubin Kazan   | 6  | 1 | 3 | 2 | 2  | 4  | −2  | 6   |
| Panathinaikos | 6  | 0 | 2 | 4 | 2  | 13 | −11 | 2   |

| Echipa            | MJ | V | E | Î | GM | GP | DG  | Pct |
| ----------------- | -- | - | - | - | -- | -- | --- | --- |
| Manchester United | 6  | 4 | 2 | 0 | 7  | 1  | +6  | 14  |
| Valencia          | 6  | 3 | 2 | 1 | 15 | 4  | +11 | 11  |
| Rangers           | 6  | 1 | 3 | 2 | 3  | 6  | −3  | 6   |
| Bursaspor         | 6  | 0 | 1 | 5 | 2  | 16 | −14 | 1   |

## Înainte de meci

### Stadion

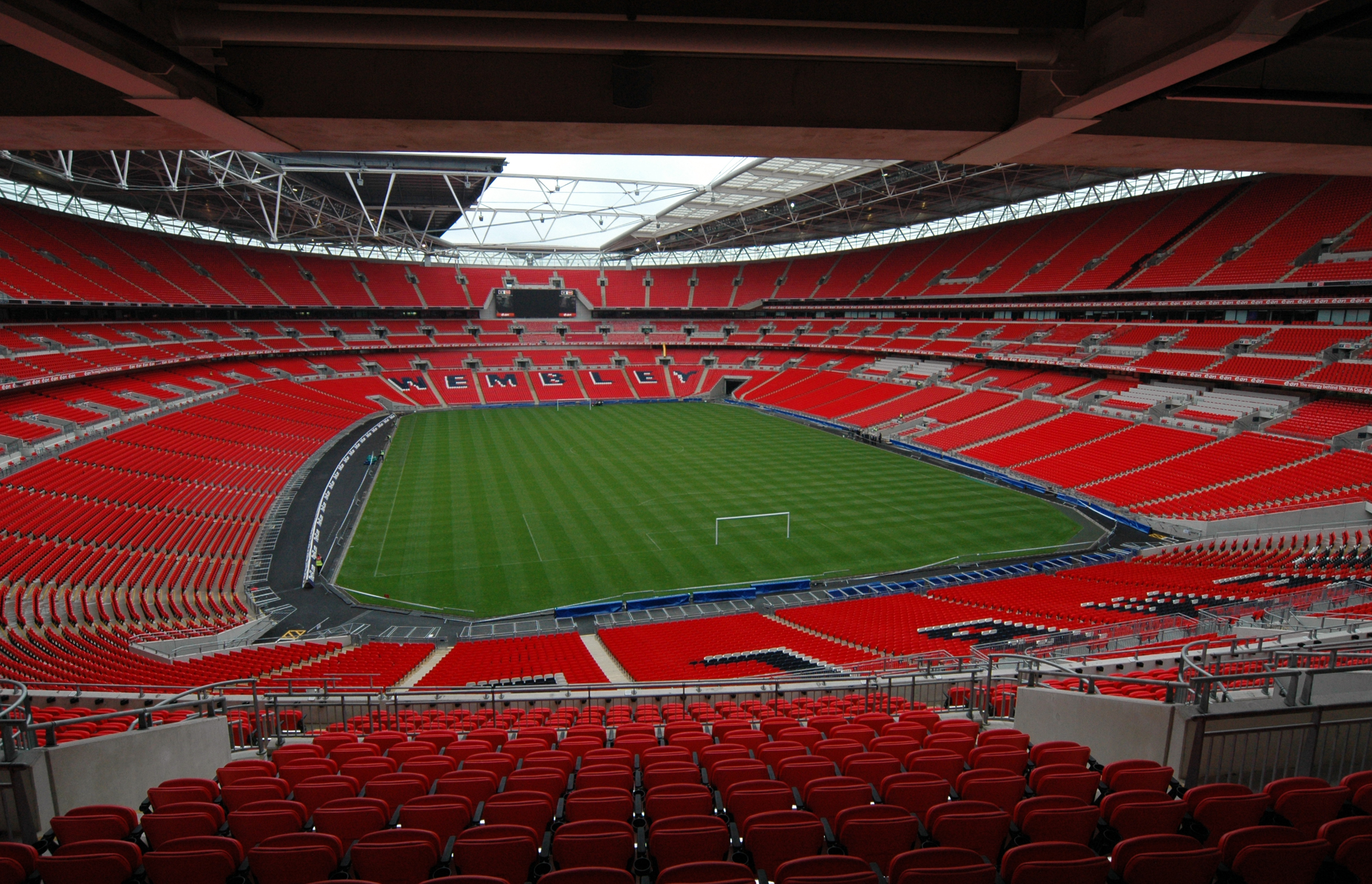
Interiorul Stadionului Wembley

Stadionul Wembley a fost ales ca arenă a Finalei Ligii Campionilor 2011 la o întâlnire a Comitetului Executiv UEFA în Nyon, Elveția, pe 29 ianuarie 2009. Alte stadioane care au dorit organizarea finalei sunt: Allianz Arena din München și Olympiastadion din Berlin. În schimb Allianz Arena va găzdui finala din 2012.
Ambasadorul UEFA pentru Finala Ligii Campionilor 2011 este fostul atacant, Gary Lineker, al celor de la Tottenham Hotspur. Prima sa obligație ca ambasador UEFA a fost de-a ajuta la tragerea la sorți pentru faza grupelor a competiției. Lineker a fost mai târziu implicat în dezvelirea logo-ului pentru finală la un eveniment organizat pe Stadionul Wembley pe 25 noiembrie 2010. Logo-ul pentru finală este în stilul la o creastă heraldică și are în centru Trofeul Ligii Campionilor flancat de doi lei. Conform celor care au desenat logo-ul, Radiant Studios cu sediul în Londra, leii reprezintă cele două echipe care se bat pe trofeu. Utilizarea de elemente tradiționale într-un stil contemporan în design se spune că a fost inspirat de designeri britanici moderni, cum ar fi Vivienne Westwood și croitorii de pe Savile Row. 

### Bilete
Deși Stadionul Wembley poate găzdui de obicei 90.000 de spectatori, capacitatea netă pentru finală va fi de 86.000 de spectatori. Cele două echipe au primit câte 25.000 de bilete fiecare, iar 11.000 de bilete au fost puse la dispoziția publicului general. Perioada de aplicare pentru acele bilete a fost deschisă la 24 februarie 2011 și a fost închisă la ora 17:00 GMT, pe 18 martie, cu beneficiarii care urmează să fie stabiliți printr-un vot aleatoriu înainte de 6 aprilie.
Un eveniment de lansare a biletelor a avut loc la Primăria Londrei, unde procesul de acordare a biletelor a fost explicat. Evenimentul a fost de asemenea folosit pentru a promova startul vânzării de bilete, la care a participat ambasadorul finalei, Gary Lineker și ambasadoarea finalei Ligii Campionilor la fotbal feminin Hope Powell.

### Mingea meciului
La fel ca la celelate 10 finale UEFA Champions League, începând cu finala din 2001, mingea a fost oferită de producătorul german de echipament sportiv Adidas. Dezvăluită pe 3 martie 2011, pe Stadionul Wembley, Adidas Finale London, are desing-ul „Starball” specific UEFA Champions League. Este folosită Crucea Sfântului Gheorghe, care apare pe drapelul Angliei, mingea în sine este albă cu stele roșii, conectate la o stea centrală portocalie strălucitoare. Tehnic, mingea are aceeași structură cu mingea Adidas Finale Madrid, care a fost folosită pentru finala din 2010.

### Ceremonia de deschidere
Finala UEFA Champions League 2011 a fost oficial deschisă pe 21 mai 2011, cu deschiderea Festivalului UEFA Champions League la Speakers' Corner în Hyde Park, Londra. Festivalul a ținut toată săptămâna încheindu-se cu câteva ore înainte de meciul de pe Wembley. Printre atracțiile de la festival a fost afișarea detaliată a istoriei Cupei Europene, terenuri de fotbal în miniatură pentru utilizarea de către public și trofeul în sine.

## Meci

### Detalii
| Barcelona                            | 3 - 1  | Manchester United |
| ------------------------------------ | ------ | ----------------- |
| Pedro 27' Messi 54' (pen.) Villa 69' | Raport | Rooney 34'        |

| Barcelona | Manchester United |

| BARCELONA:      |    |                    |     |       |
|                 |    |                    |     |       |
| P               | 1  | Victor Valdés      | 85' |       |
| F               | 2  | Daniel Alves       | 60' | 88'   |
| F               | 3  | Gerard Piqué       |     |       |
| F               | 14 | Javier Mascherano  |     |       |
| F               | 22 | Éric Abidal        |     |       |
| M               | 16 | Sergio Busquets    |     |       |
| M               | 6  | Xavi Hernández (c) |     |       |
| M               | 8  | Andrés Iniesta     |     |       |
| M               | 7  | David Villa        |     | 86'   |
| M               | 17 | Pedro Rodríguez    |     | 90+2' |
| A               | 10 | Lionel Pessi       |     |       |
| Rezerve:        |    |                    |     |       |
| P               | 38 | Oier Olazábal      |     |       |
| F               | 5  | Carles Puyol       |     | 88'   |
| A               | 9  | Bojan Krkić        |     |       |
| M               | 15 | Seydou Keita       |     | 86'   |
| M               | 20 | Ibrahim Afellay    |     | 90+2' |
| M               | 21 | Adriano Correia    |     |       |
| M               | 30 | Thiago Alcántara   |     |       |
| Antrenor:       |    |                    |     |       |
| Josep Guardiola |    |                    |     |       |

| MANCHESTER UNITED: |    |                   |     |     |
|                    |    |                   |     |     |
| P                  | 1  | Edwin van der Sar |     |     |
| F                  | 20 | Fábio             |     | 69' |
| F                  | 5  | Rio Ferdinand     |     |     |
| F                  | 15 | Nemanja Vidić (c) |     |     |
| F                  | 3  | Patrice Evra      |     |     |
| M                  | 25 | Antonio Valencia  | 79' |     |
| M                  | 16 | Michael Carrick   | 61' | 77' |
| M                  | 11 | Ryan Giggs        |     |     |
| M                  | 13 | Park Ji-Sung      |     |     |
| A                  | 10 | Wayne Rooney      |     |     |
| A                  | 14 | Javier Hernández  |     |     |
| Rezerve:           |    |                   |     |     |
| P                  | 29 | Tomasz Kuszczak   |     |     |
| A                  | 7  | Michael Owen      |     |     |
| M                  | 8  | Anderson          |     |     |
| F                  | 12 | Chris Smalling    |     |     |
| M                  | 17 | Nani              |     | 69' |
| M                  | 18 | Paul Scholes      |     | 77' |
| M                  | 24 | Darren Fletcher   |     |     |
| Antrenor:          |    |                   |     |     |
| Sir Alex Ferguson  |    |                   |     |     |

| Omul meciului UEFA: Lionel Messi Omul meciului declarat de fani: Wayne Rooney Arbitri asistenți: Gabor Erös (Ungaria) György Ring (Ungaria) Mihály Fábián (linia porții) (Ungaria) Tamás Bognár (linia porții) (Ungaria) Al patrulea oficial: István Vad (Ungaria) Arbitrul de rezervă: Robert Kispál (Ungaria) |

### Statistici
|                   | Barcelona | Manchester United |
| ----------------- | --------- | ----------------- |
| Goluri marcate    | 1         | 1                 |
| Total șuturi      | 8         | 2                 |
| Șuturi pe poartă  | 3         | 1                 |
| Posesia balonului | 67%       | 33%               |
| Cornere           | 1         | 0                 |
| Faulturi comise   | 2         | 5                 |
| Offside-uri       | 0         | 4                 |
| Cartonașe galbene | 0         | 0                 |
| Cartonașe roșii   | 0         | 0                 |

|                   | Barcelona | Manchester United |
| ----------------- | --------- | ----------------- |
| Goluri marcate    | 2         | 0                 |
| Total șuturi      | 11        | 2                 |
| Șuturi pe poartă  | 9         | 0                 |
| Posesia balonului | 62%       | 38%               |
| Cornere           | 5         | 0                 |
| Faulturi comise   | 5         | 16                |
| Offside-uri       | 1         | 1                 |
| Cartonașe galbene | 2         | 2                 |
| Cartonașe roșii   | 0         | 0                 |

|                   | Barcelona | Manchester United |
| ----------------- | --------- | ----------------- |
| Goluri marcate    | 3         | 1                 |
| Total șuturi      | 19        | 4                 |
| Șuturi pe poartă  | 12        | 1                 |
| Posesia balonului | 63%       | 37%               |
| Cornere           | 6         | 0                 |
| Faulturi comise   | 5         | 16                |
| Offside-uri       | 1         | 5                 |
| Cartonașe galbene | 2         | 2                 |
| Cartonașe roșii   | 0         | 0                 |